# Baňka velkokališná
Baňka velkokališná (Sarcosphaera coronaria) je vzácná jedovatá vřeckovýtrusná houba, patřící do čeledi kustřebkovitých (Pezizaceae).

## Popis
Plodnice je nejprve kulovitá a v zemi ponořená. Postupně se plodnice částečně vynoří na povrch a v horní části se rozpukne ve 4–9 cípů. Tím plodnice nabývá hluboce miskovitého či pohárovitého tvaru; široká je cca 5–12 cm. Baňka velkokališná je z vnější strany bělavá či nafialovělá, vnitřní strana je fialové až hnědofialové barvy.

## Výskyt
V České republice roste dosti vzácně, od dubna do srpna, hlavně v jedlinách, smrčinách a bučinách na jílovitých či vápnitých půdách. V Červeném seznamu hub České republiky je baňka velkokališná uvedena jako ohrožený druh (kategorie EN). Příbuzná baňka borová (Sarcosphaera crassa) roste zejména pod borovicemi.

## Jedovatost
Baňka velkokališná je silně jedovatá (přinejmenším za syrova), a též pro svou vzácnost by neměla být sbírána. Původně byla považována za jedlou (byť ne kvalitní) a v oblastech s hojnějším výskytem konzumována. V roce 1927 došlo k publikaci několika otrav ze Švýcarska, z nichž jedna skončila úmrtím. Plodnice také obsahují velké množství arzénu.